# St. Johannes der Täufer (Zautendorf)

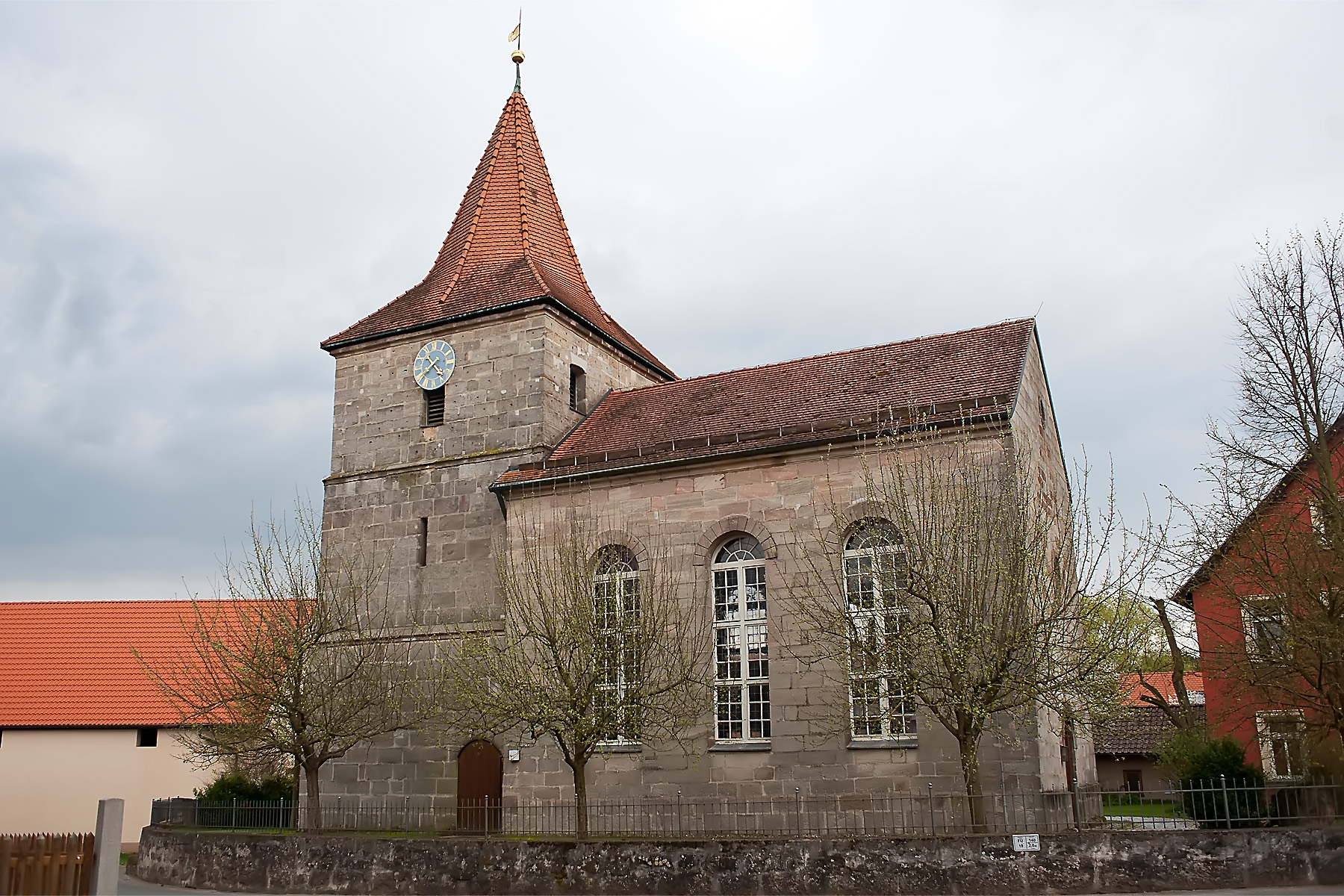
St. Johannes der Täufer (Zautendorf)

Die denkmalgeschützte, evangelisch-lutherische Kirche St. Johannes der Täufer steht in Zautendorf, einem Gemeindeteil des Marktes Cadolzburg im Landkreis Fürth (Mittelfranken, Bayern). Die Pfarrkirche ist unter der Denkmalnummer D-5-73-114-67 als Baudenkmal in der Bayerischen Denkmalliste eingetragen. Die Kirche gehört zur Pfarrei Cadolzburg im Dekanat Fürth im Kirchenkreis Nürnberg der Evangelisch-Lutherischen Kirche in Bayern.

## Beschreibung
Die beiden unteren Geschosse des Chorturms stammen aus der zweiten Hälfte des 15. Jahrhunderts. Das obere Geschoss, das die Turmuhr und den Glockenstuhl beherbergt, in dem drei Kirchenglocken hängen, und der darauf sitzende achtseitige Knickhelm, ferner das Langhaus im Westen der Saalkirche aus Quadermauerwerk, das mit einem Satteldach bedeckt ist, wurden 1835 weitgehend im Markgrafenstil neu gestaltet. 
Der Innenraum des Langhauses hat Emporen an drei Seiten. Zur Kirchenausstattung gehört ein Kanzelaltar, auf dessen Altarretabel eine Pietà dargestellt ist. Über dem Kanzelaltar befindet sich die Orgel. Sie hat neun Register, ein Manual und Pedal und wurde 1892 von Johannes Strebel gebaut.